# Zgromadzenie Sióstr Misjonarek Adoratorek Świętej Rodziny
Zgromadzenie Sióstr Misjonarek Adoratorek Świętej Rodziny – zgromadzenie zakonne założone w 1937 roku w Barloo przez ks. Antoniego Trampe MSF.

## Historia
Zgromadzenie Misjonarek Adoratorek Świętej Rodziny powstało w Holandii. Założycielem był ks. Antoni Trampe MSF, generał Zgromadzenia Misjonarzy Świętej Rodziny. Główną misją sióstr jest wspieranie działalności misyjnej na placówkach prowadzonych przez księży i braci misjonarzy Świętej Rodziny. Od początku istnienia siostry pielęgnowały także życie kontemplacyjne poprzez adorację Najświętszego Sakramentu.
Po II wojnie światowej zgromadzenie przybrało charakter międzynarodowy. Siostry otworzyły placówki w Niemczech, Indonezji, Madagaskarze, Chile i Szwajcarii.
Od 2002 roku dom generalny sióstr znajduje się w Kriens (Szwajcaria).
W 2008 roku dekretem papieskim indonezyjska prowincja zakonna została uznana za niezależne zgromadzenie (o tej samej nazwie).

## Działalność

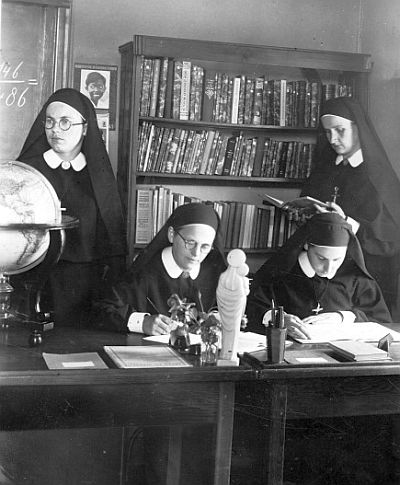
Siostry w Holandii

Działalność Sióstr Misjonarek Adoratorek Świętej Rodziny opiera się na pracy misyjnej oraz adoracji Jezusa obecnego w Najświętszym Sakramencie. Siostry w swoim życiu naśladują przykład Świętej Rodziny z Nazaretu.

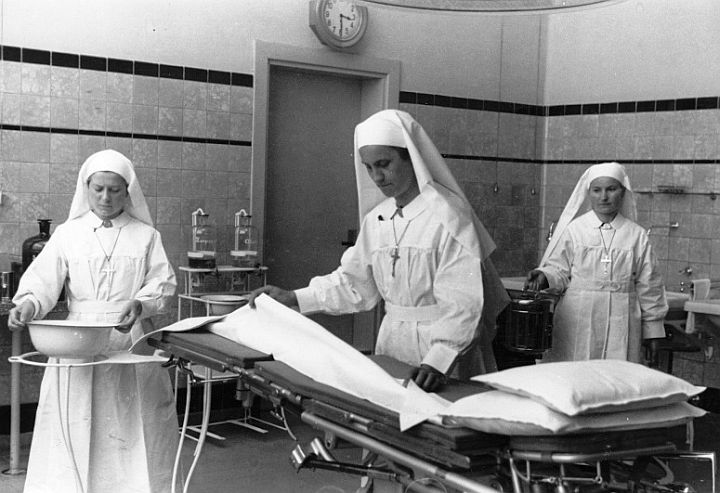
Posługa w szpitalu

Siostry posługują na rzecz ogółu społeczeństwa poprzez katechezę, pracę w szkołach, edukację dorosłych, profilaktykę zdrowotną, służbę chorym w szpitalach. Otwarte są na znaki czasu i potrzeby Kościoła.
Kraje gdzie obecnie posługują Misjonarki Adoratorki Świętej Rodziny:
- Szwajcaria
- Holandia
- Niemcy
- Chile (od 1960)
- Madagaskar (od 1954)
- Indonezja (od 1948; obecnie jako niezależne zgromadzenie zakonne)[5][6]